# Il bel Florindo
Il bel Florindo è un cortometraggio muto del 1909 diretto da Mario Caserini.

## Distribuzione
- Francia: novembre 1909, come "Le beau Florinde"
- Germania: 23 ottobre 1909, come "Der schöne Florindo"
- Italia: 1909
- Regno Unito: ottobre 1909, come "Handsome Florindo"